# Isomorphie (Psychophysiologie)

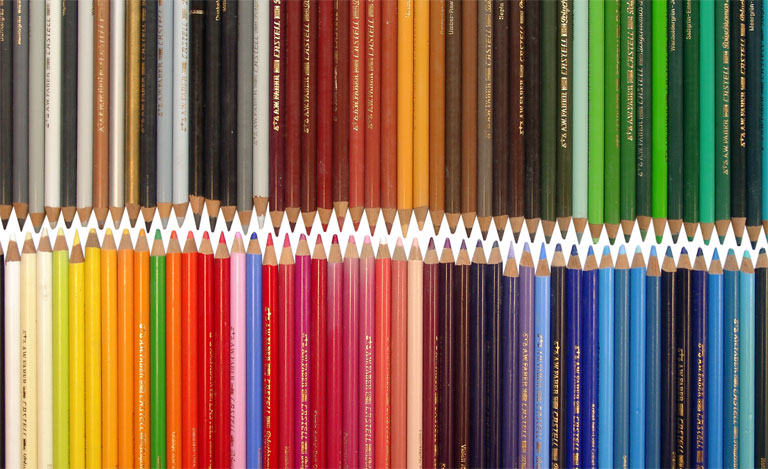
Die von Buntstiften ausgehenden Lichtwellen werden vom Auge in neurophysiologische Signale umgewandelt. Diese wiederum bewirken in den entsprechenden Zentren der Großhirnrinde eine Wahrnehmung. Buntstifte, Lichtwellen, neurophysiologische Signale und Wahrnehmung werden als gestaltgleich bzw. isomorph bezeichnet.

Unter Isomorphie wird in der Psychophysiologie und in der Gestaltpsychologie die theoretische Gestaltidentität verstanden zwischen dem meist in der Außenwelt anschaulich Erlebten und den Vorgängen der Großhirnrinde. Die Erlebnisse, insofern sie das Innewerden von Bewusstseinsinhalten innerhalb des Zentralen Nervensystems darstellen, werden als physiologische Vorgänge innerhalb der Großhirnrinde aufgefasst bzw. als Prozesse, die sich oberhalb des psychophysischen Niveaus abspielen. Sie werden auch als zentralphysiologisches Korrelat anschaulicher Gegenstände in der Außenwelt oder von Reizen der innerkörperlichen Umgebung bezeichnet. Anschaulicher Gegenstand des Erlebens sind alle aus der Realität der äußeren Umwelt oder der inneren Umgebung stammenden Reize, die von den Sinnesorganen aufgenommen werden und über das afferente Nervensystem den sensorischen Projektionszentren in der Hirnrinde zugeführt werden. Hierbei wird auch von Reizfeld gesprochen. Das subjektive Erleben der sogenannten Qualia steht am Ende dieses Reizfeldes.

## Begriffsentstehung

Eine Reihe von psychologischen Modellen benutzen die topologische Metaphorik der Innen- und Außenpsychologie. In der Persönlichkeitstypologie finden diese Vorstellungen etwa ihren Niederschlag in der Introversion und Extraversion. Dabei ist von der in der Neurophysiologie geläufigen Sensorischen Integration äußerer Reize auszugehen. Innere Strukturen wie etwa das personale Ich können so gebildet werden.

Der Begriff der Isomorphie geht auf Wolfgang Köhler (1887–1967) zurück. Köhler befasste sich mit Sinnestäuschungen. Angesichts der von ihm beobachteten autonomen Gestaltungstendenzen innerhalb des organismischen Reizfeldes suchte er nach den gleichwohl erhaltenen Übereinstimmungen trotz aller gesetzmäßig feststellbaren Abweichungen der Wahrnehmung. Seine Abhandlung stellt eine naturphilosophische Untersuchung dar, weil damit eine Beziehung zwischen der Welt der physischen Dinge (den Objekten) und den seelischen Strukturen (dem subjektiven Erleben) hergestellt wird. Köhler stellte seiner Arbeit das Goethe-Wort voran: »Denn was innen, das ist außen.«
Nach Köhler und Kurt Koffka (1886–1941) handelt es sich bei den sinnesphysiologisch bedingten Abweichungen der Wahrnehmung um Feldwirkungen. Die Übereinstimmungen wurden als „Gestaltidentität“, d. h. innerhalb des Nervensystems als physiologische Prozesse angesehen, die für den jeweiligen Erlebnisinhalt spezifisch sind.
Die Forderung der „Gestaltidentität“ entspricht den ersten beiden der fünf psychophysischen Axiome von Georg Elias Müller (1850–1934). Das zweite Postulat lautet: „Einer Gleichheit, Ähnlichkeit, Verschiedenheit der Beschaffenheit der Empfindungen … entspricht eine Gleichheit, Ähnlichkeit, Verschiedenheit der Beschaffenheit der psychophysischen Prozesse und umgekehrt.“
Entsprechend dem ab 1900 als Grundtatsache der Gestaltpsychologie bekannt gewordenen Ehrenfels‘schen Paradigma der Melodie kann man sich vergleichsweise die nicht bewusstseinsfähigen (psychophysischen) Vorgänge des afferenten Nervensystems als Notenschrift, die bewusstseins- und erlebnisrelevanten Phänomene als gespielte Musik vorstellen.

## Geistesgeschichtlicher Hintergrund
Seit der Wende vom 19. zum 20. Jahrhundert bediente man sich in vielen Wissenschaften des Begriffs der Ganzheit.
Besonders in der Psychologie war man bemüht, sich von der atomistischen und mechanistischen Betrachtungsweise des 18. und 19. Jahrhunderts zu lösen. Damit sollte das unentstellte und ursprünglich Seelische wieder zum Gegenstand der Forschung werden. Insbesondere versuchte man, die Frage nach Sinn und Bedeutung des Seelischen zu stellen unabhängig etwa von der einengenden Atmosphäre gewohnter Versuchsanordnungen in den Laboratorien einer experimentellen Psychologie, vergleiche dazu insbesondere die Auseinandersetzung von Karl Bühler (1879–1963) mit Wilhelm Wundt (1832–1920). Hier studierte man teilweise mit Hilfe von Tierexperimenten hauptsächlich elementare seelische Verhaltensweisen. Erworbenes Verhalten sollte möglichst ausgeschaltet werden. Tiere sollten erlernen, Hebel zu drücken, mussten Vexierkäfige öffnen oder Labyrinthe durchlaufen. Wundt neigte nicht zum Behaviorismus, wird aber als Vertreter einer von ihm bevorzugten objektiven Psychologie nach dem Modell der Naturwissenschaft angesehen.
In der Soziologie machte Othmar Spann den Ganzheitsbegriff zur tragenden Säule einer universalistischen Gesellschaftslehre.
Auch in der Pädagogik sind entsprechende Ansätze wie der ganzheitliche Erstunterricht feststellbar.
In der deutschen Philosophie und in der Literatur sind ganzheitliche Ansätze seit Albertus Magnus (1193–1280) und sodann in der Klassik und im Idealismus des 18. und beginnenden 19. Jahrhunderts nachzuweisen. Sie sind heute immer mehr vorherrschend. Als Beispiel der deutschen Philosophie in Klassik und Idealismus aus der Sicht Friedrich W. J. Schellings (1775–1854) wird auf die Identitätsphilosophie als Beitrag zum Leib-Seele-Problem verwiesen.
Johann Wolfgang Goethe (1749–1832) äußerte sich eher kritisch zur Methode der beginnenden Naturwissenschaften und meint dabei zum Thema Natur:

„Und was sie Deinem Geist nicht offenbaren mag,

Das zwingst Du ihr nicht ab mit Hebeln und mit Schrauben.“

„Wer will was lebendig’s erkennen und beschreiben,
Sucht erst den Geist heraus zu treiben,
Dann hat er die Teile in der Hand,
Fehlt leider! nur das geistige Band.“

## Systemtheoretische Grundlagen

Topologische Abbildung – Tasse und Torus sind zueinander homöomorph (gestaltgleich).
Bemerkung: Bei topologischen Abbildungen ist nicht die geometrische Form entscheidend, sondern vielmehr die Struktur. Zur topologischen Struktur zählen etwa der gebogene Henkel eines Bierkrugs, die Löcher eines Schweizer Käses, oder die Aussparungen eines Autoreifens.

1. Topologie. Die „Identität“ von Innen- und Außenwelt als zweier Gestalten muss nicht topographische Übereinstimmung bedeuten, sondern soll nur Entsprechung im topologischen Sinne zum Ausdruck bringen. Weder absolute Größen noch Größenverhältnisse brauchen dabei übereinzustimmen. Vielmehr spielen eher nichtmetrische Relationen eine Rolle wie die des Enthaltenseins einer Region in einer anderen und des Angrenzens einer Region an eine andere.[4] Bei topologischen Abbildungen ist eine Kugel nicht von einem Würfel zu unterscheiden, wohl aber von einem Autoreifen oder von einem Bierkrug mit Henkel (siehe Abbildung).[7] Der Gestalttheoretiker Kurt Lewin (1936) hat die durch ihn in die Psychologie eingeführte Topologie bewusst an mathematisch-physikalische Strukturvorstellungen wie etwa auch an Vektorräume angelehnt.[8] In der Mengenlehre gelten z. B. ähnliche strukturelle, graphisch darstellbare topologische Vorstellungen.[7] Nach Lewin handelt es sich bei zielorientiertem Verhalten um eine symbolische oder reale Bewegung.[1] In ähnlicher Weise können nervöse Strukturen symbolisch organisiert oder real bzw. topistisch nach der objektiven Wirklichkeit abgebildet sein. Das bekannteste Beispiel einer topistischen nervösen Organisation ist der Homunkulus (siehe Abbildung), siehe dazu auch den Begriff der → topistischen Hirnforschung.
2. Übersummativität. Es handelt sich dabei um ein Ehrenfelskriterium.[9] Es drückt die bereits von Aristoteles festgestellte Tatsache aus, dass die Elemente eines lebenden Systems nicht für sich allein wirksam sind, sondern nur zusammen mit dem gesamten Organismus. Kurz: „Das Ganze ist mehr als die Summe der Teile.“[4]
3. Transponierbarkeit. Auch dieses Kriterium geht auf Ehrenfels zurück. Er hat die Melodie als Gestalt beschrieben. Ihre Transponierbarkeit in eine andere Tonart verändert ihre Gestalt nicht. Die Veränderung der Tonart umfasst sowohl Änderungen des Grundtons als auch Änderungen des Tongeschlechts.[4]

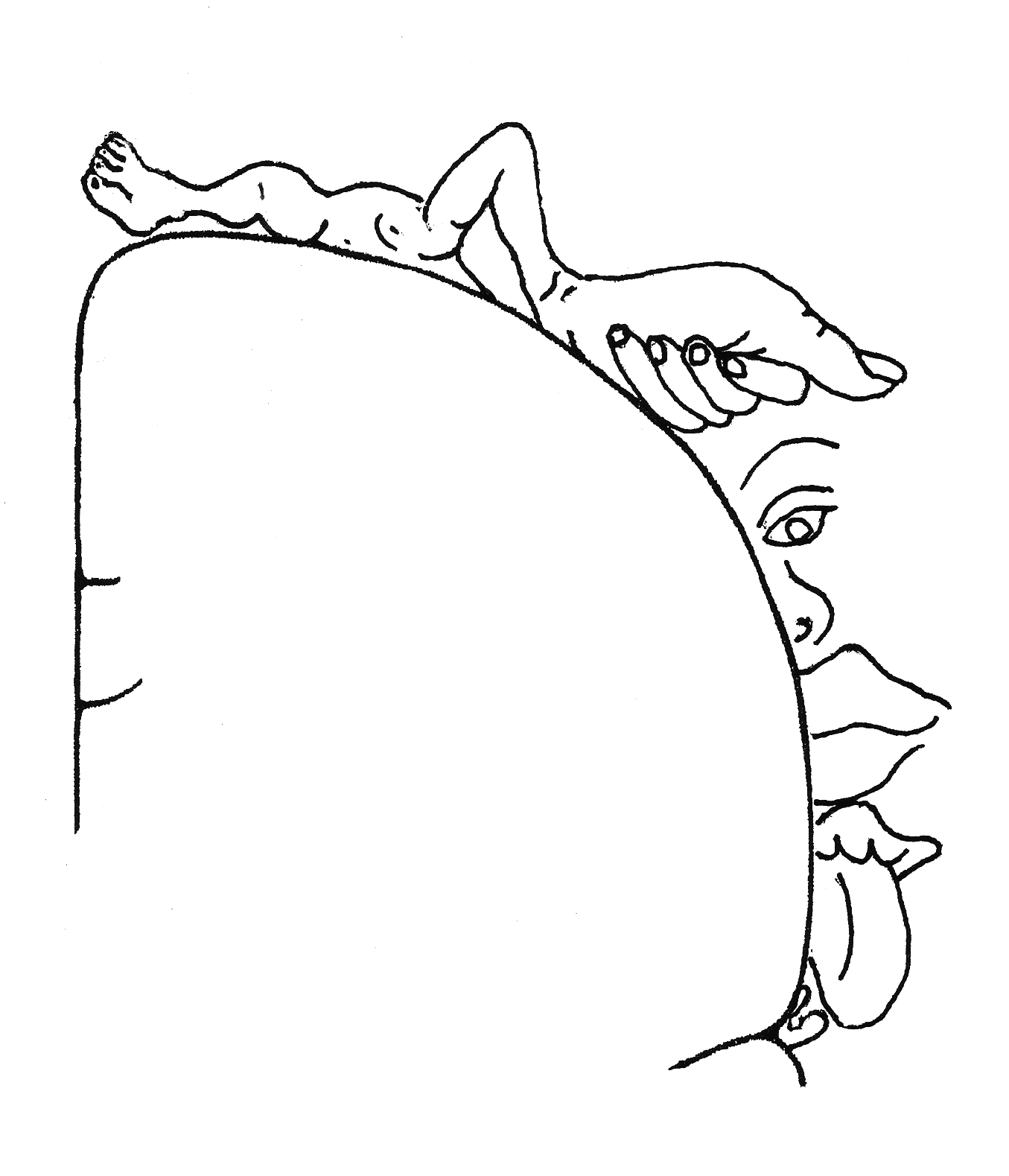
Bekannte Darstellung eines kortikalen Homunkulus nach Wilder Penfield. Gezeigt ist der motorische Kortex. Die Skizze des Homunculus stellt eine topistische Abbildung dar, in der etwa die Zonen von Hand, Mund, Lippen verhältnismäßig stärker ausgeprägt sind.

## Ausweitung des Modellbegriffs
Tierexperimentell untersucht hat Köhler in den Jahren 1913–1920 den Gestaltzusammenhang bei der Tauglichkeit eines Hilfsmittels zum Erreichen eines bestimmten Zweckes. Affen lernten solche Hilfsmittel in Form von Stöcken zur Nahrungsbeschaffung zu gebrauchen. Köhler benannte diesen Bezug als Einsicht und schuf mit diesem kognitiv ausgerichteten Begriff einen systemtheoretischen Gegensatz zu den von Assoziationspsychologen und Behavioristen begründeten Theorien des Lernens am Erfolg.
Damit wurde die Eindeutigkeit einer Reizreaktion, wie sie etwa bei Reflexen auftritt, in Frage gestellt. Eine Theorie des Lernens durch Einsicht (kognitives Lernen) entstand. Der aufgestellte Gegensatz war als zwangsläufig anzusehen, insofern der Begriff des Reizfeldes über die begrenzende Topik der primären sensorischen Projektionszentren hinaus auf die sekundären und tertiären Zentren ausgedehnt wurde und demzufolge auch von Wahrnehmungsfeldern bzw. von Wahrnehmungsketten gesprochen wird, vgl. dazu auch die → Wahrnehmungstheorie.
Die grundlegende Gegensätzlichkeit ist auch aufgrund des folgenden Zitats von John B. Watson (1878–1958) als dem Begründer des Behaviorismus zu belegen: „Der Leser wird keine Diskussion des Bewusstseins finden und auch nicht Termini wie Empfindung, Wahrnehmung, Aufmerksamkeit, Wille usw. Diese Worte besitzen ihren guten Klang, aber ich habe bemerkt, dass ich ohne sie auskommen kann...; offengestanden weiß ich nicht, was sie bedeuten; auch glaube ich nicht, dass sie irgend jemand in systematisch sauberer Weise zu gebrauchen vermag.“ Teleologische Aspekte erscheinen dem naturwissenschaftlichen Denken unangemessen.
Durch den Gegensatz zwischen Gestaltpsychologie und Behaviorismus zeigte sich die prinzipielle Verschiedenheit zwischen subjektiver und objektiver Psychologie.
Versuche, den Gegensatz zu überwinden, bestanden u. a. darin, eine Wechselwirkung zwischen den elementaren (niedrigen) und komplexen (höheren) Funktionen anzunehmen, siehe auch Schichtenlehre. Der Anspruch der Gestaltpsychologie auf „ganzheitliche Sichtweise“ wird – gestützt auf praktisch erprobte kybernetische Modelle – so zu erklären versucht. Ganzheit ist nicht nur die Summierung einzelner Elemente (Übersummativität). Auch die Vermittlungstheorie von Charles E. Osgood (1916–1991) stellte einen solchen Versuch dar.
Diese Erklärungsversuche können jedoch nicht als hinlänglich angesehen werden, etwa um den Qualiaeffekt verständlich zu machen. Ggf. erscheinen dazu eher philosophische Grundannahmen geeignet. Dennoch haben die Versuche einer Annäherung gegensätzlicher elementar-vereinfachender und ganzheitlich-komplexer Auffassungen dazu beigetragen, die Funktion des Nervensystems besser zu verstehen.

## Rezeption
Eindeutige Reizreaktionen sind erst recht dann zweifelhaft, wenn es sich etwa um Denkzusammenhänge handelt, wie die Assoziationsexperimente zwischen Reizwort und Reaktion lehren. Dies wurde von Charles E. Osgood aufgrund seiner Methode des semantischen Differentials näher untersucht. Osgood spricht von einem dreidimensionalen semantischen Raum, der von kulturspezifischen Bedeutungsstereotypen wie „Erfolg“, „Gemüt“ und „Trauer“ geprägt ist, siehe auch → Integrationsraum. Durch Peter R. Hofstätter wurde diese Methode in Deutschland als Polaritätsprofil bekannt. Dabei stellte sich heraus, dass gestalthafte Ähnlichkeiten im Polaritätsprofil dann feststellbar sind, wenn man symbolisch miteinander verknüpfte Begriffe vergleicht, wie etwa „Liebe“ und die Farbe „rot“. Wie Köhler beschäftigte sich auch Osgood mit Sinnestäuschungen bzw. spezieller mit den sog. figuralen Nachwirkungen. Dabei haben C. E. Osgood und A. W. Heyer experimentelle Gründe gegen das elektrophysiologische Modell Köhlers angeführt.